# سیمین‌ماهی استرالیایی
سیمین‌ماهی استرالیایی (نام علمی: Retropinna semoni) نام یک گونه از سرده سیمین‌ماهی‌های جنوبی است.